# Гай Валерий Поцит Волуз
Вижте пояснителната страница за други личности с името Гай Валерий Поцит.
Гай Валерий Поцит Волуз (на латински: Caius Valerius Potitus Volusus) e политик на Римската република.
Той е син на Луций Валерий Поцит (консул 449 пр.н.е.), брат на Луций Валерий Поцит (военен трибун 414, 406, 403, 401, 398 пр.н.е. и консул 393, 392 пр.н.е.) и баща на Гай Валерий Поцит (военен трибун 370 пр.н.е.).
През 415, 407 и 404 пр.н.е. той е консулски военен трибун. През 410 пр.н.е. е консул. За победата си срещу еквите е награден с овация.